# 4e groupe d'autos-mitrailleuses et autos-canons
Pour les articles homonymes, voir 4e groupe (unité militaire).
Le 4e groupe d'autos-mitrailleuses et autos-canons (ou 4e GAMAC), constitué début octobre 1914, est l'un des 17 groupes d'autos-mitrailleuses et autos-canons, petites unités d'artillerie légère mobile mises à disposition de l'armée française pendant la campagne contre l'Allemagne.

## Création, dénominations et affectations
- Créé début octobre 1914 par le général Gallieni, gouverneur militaire de Paris, le 4e groupe d'autos-canons de la Marine voit ses deux sections opérer indépendamment l'une de l'autre dès leur départ au front. La 7e section, sous les ordres du lieutenant de vaisseau Thirion, commandant du groupe, est initialement affectée à l'état-major du 2e corps de cavalerie (CC) qui, en fonction des opérations l'affecte temporairement soit à la 4e division de cavalerie (DC), soit à la 5e DC. La 8e section se voit affectée en tant qu’élément non endivisionné à l’état-major du 21e corps d'armée, où elle rejoint la 10e section (5e groupe) pour former un groupement ad hoc, dit « Groupement de Chevigné », du nom du chef de cette section.
- Les deux sections sont réunies en groupe le 27 février 1915 sous l’autorité du général commandant la 4e DC jusqu'à la dissolution du 4e groupe comme unité de la Marine, le 24 avril 1916. Dès sa reconstitution comme unité de cavalerie quelques semaines plus tard, le 4e GAMAC est à nouveau affecté à la 4e DC et le reste jusqu'à l'armistice.

## Historique des campagnes et batailles

### Campagne contre l'Allemagne
1914
- 7e section :

Dès son arrivée au front le 5 octobre, la section participe à l'attaque à la défense du secteur nord de Béthune. Puis elle est dirigée vers les Flandres belges dans la région d'Ypres à Poperinge où elle stationne jusqu'au 20 novembre, lorsqu'elle est mise à la disposition de la  2e brigade de marche de la 2e division marocaine  près de Nieuport. Elle participe, en décembre, à diverses opérations montées par des fusiliers-marins dans les canaux en arrière de la côte où elle subit ses premières pertes.
- 8e section :

À son arrivée au front le 15 octobre, la 8e section est appelée à constituer un groupement ad hoc avec la 10e section du 5e groupe d'autos-canons, l'ensemble étant identifié comme le « Groupement de Chevigné ». Ce groupement opère de concert avec la Batterie du capitaine Drouet à la disposition de la 13e division d'infanterie jusqu'à la fin de l'année à Vermelles, d'abord en reconnaissances et appuis, puis en service de tranchées.
1915
- 7e section :

En janvier-février, la section, de retour en France, stationne à Saint-Pierre-Brouck, non loin de Gravelines puis à la mi-février gagne Vieil-Hesdin pour repos et instruction.
- 8e section :

En janvier-février, la section poursuit son service de tranchées à Vermelles.
- Les deux sections sont réunies dans le 4e groupe d'autos-canons

Le 4e GAMAC à Houvin-Houvigneul.
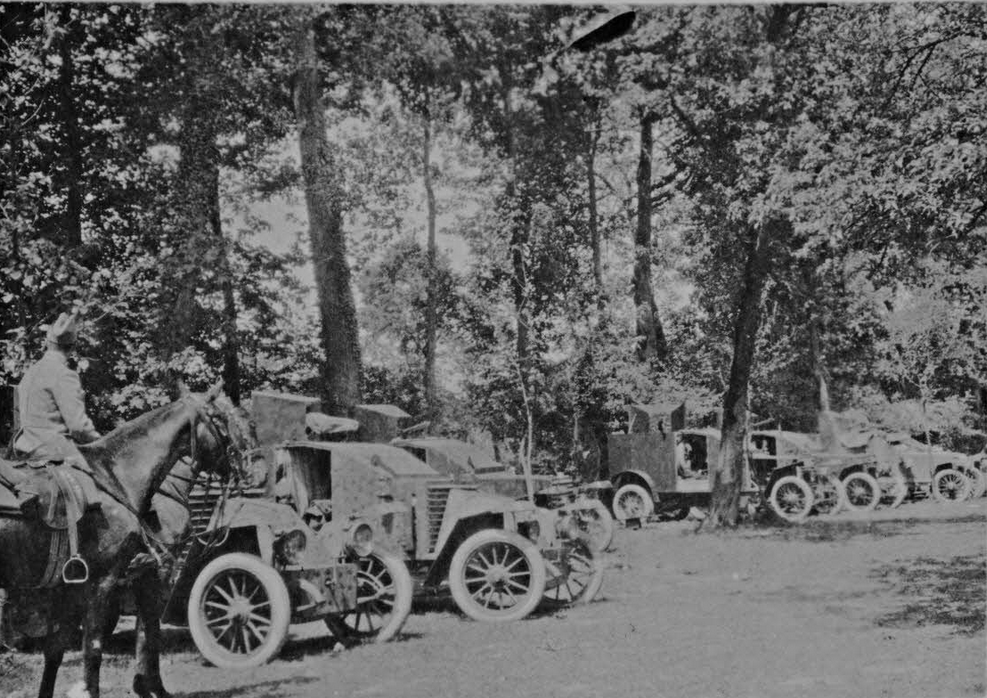
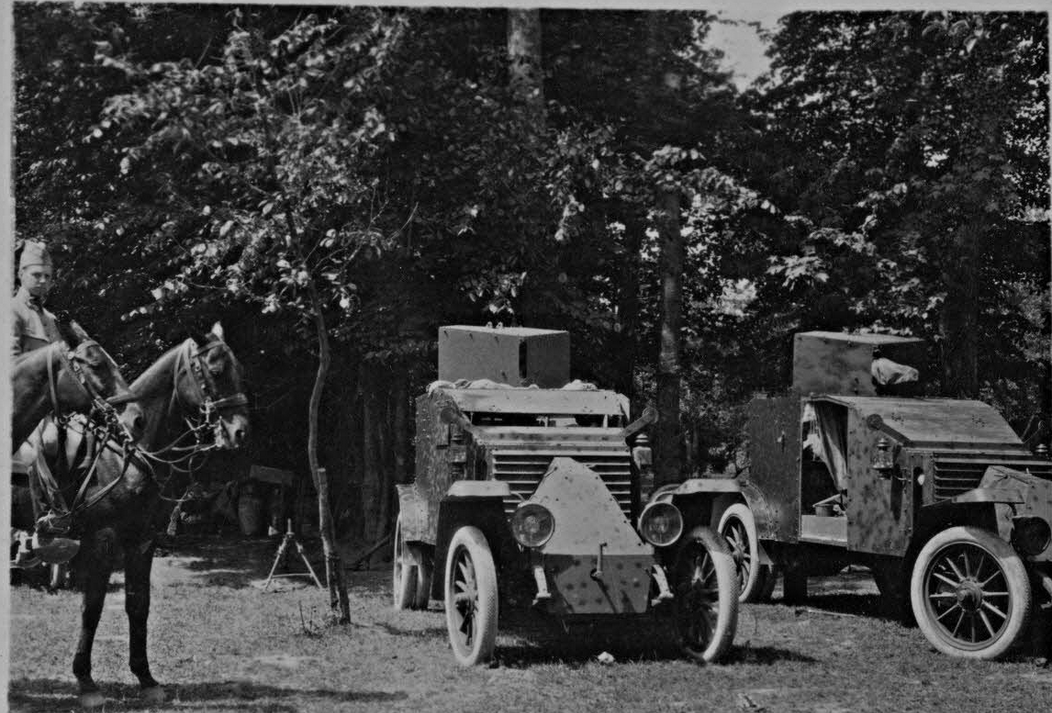

Après avoir passé les mois de mars et avril à Wailly au sud-est d'Arras, le 4e groupe fait mouvement vers le sud en mai. Il cantonne successivement à Givenchy-le-Noble et Houvin-Houvigneul, et poursuit par petites étapes dans la Somme jusqu'à fin août. En septembre, le groupe est transféré dans la région de Chalons-sur-Marne en vue d'engagements vers Saint-Souplet qui sont régulièrement annulés. De fin octobre à la fin de l'année 1915 le groupe sert dans les tranchées de Prunay et Auberive à l'Est de Reims.
1916
- Poursuite du service de tranchées à Prunay puis à Baconnes après 3 semaines de repos en mars et jusqu'au retour à Boulogne-Billancourt pour dissolution le 24 avril en tant que groupe de Marine.
- Depuis sa reconstitution en groupe mixte d'autos-mitrailleuses et autos-canons (GAMAC) de cavalerie en mai 1916, le 4e groupe reste sans emploi, à l'exception de la première quinzaine de juin où il s'intègre à un sous-secteur de tranchées à l'est de Reims. Durant tout le deuxième semestre, il est transporté de cantonnement en cantonnement principalement dans l'Oise pour s'installer du 9 décembre 1916 au 15 janvier 1917 à Courcelles-sur-Vesles (Marne).

1917
- De la mi-janvier à mai le 4e groupe continue ses mouvements entre des cantonnements dans la Marne et l'Aube sans être engagé.
- De juin à fin novembre le groupe assure un service de tranchées à Prunay, à l'est de Reims et pendant ce temps cantonne à Bouzy.
- Après trois semaines de repos dans l'Oise, il revient près de Bouzy pour reprendre le service de tranchées le 27 décembre.

1918
- Le service de tranchées se termine à la mi-janvier, ce qui permet au groupe de cantonner à l'arrière du front dans l'Aube près de Romilly jusqu'à la fin février. Puis il passe les trois premières semaines de mars au château de Saran à Chouilly près d’Épernay avec les 3e, 6e, 8e, et 15e groupes.
- De là ils se dirigent à l'est de Roye (Somme) pour y être engagés du 25 au 28 mars, puis à Orvillers (Oise) les 30 et 31 mars.
- Engagements à Ville-Savoye, près de Fismes (Marne) du 27 au 31 mai, puis à Château-Thierry du 1er au 5 juin.
- Engagement à Chaudun (Aisne) le 18 juillet.
- Engagements dans la Somme vers Montdidier, Fescamps, Tilloloy, du 9 au 17 août.
- À partir du 29 septembre, le 2e corps de cavalerie et tous ses GAMAC (les 3e, 4e, 6e, 8e, 9e, 10e, 15e et 17e GAMAC) gagnent Roeselare (Roulers) pour être engagés dans la bataille de la Lys et de l'Escaut jusqu'à l'armistice.

### Après l'armistice en Belgique
1918
- Deuxième quinzaine de novembre, le 4e groupe fait mouvement en Belgique pour stationner près de Liège.
- Le groupe quitte Liège le 15 décembre pour gagner l'Allemagne via le Luxembourg. Il arrive à Trèves, où il défile le 22 décembre 1918 pour rapidement gagner Zell (Rhénanie-Palatinat).

### Troupe d'occupation en Allemagne
1919
- Après trois mois et demi de stationnement à Zell , le 4e groupe stationne à Nieder-Ingelheim (aujourd'hui Ingelheim am Rhein), non loin de Mayence en avril. On ignore ensuite son lieu de stationnement au moins jusqu'à la fin de 1919.

1920-1922
- Malgré le rattachement du 6e régiment de cuirassiers, régiment d'affectation organique des 4e et 15e groupe AMC, à l'Armée du Rhin, on n'a pas de trace de leurs stationnements en 1920 et au premier semestre de 1921.
- Le 8 mars 1921 les troupes françaises, dont les 4e, 14e et 15e groupes d'automitrailleuses de cavalerie (AMC) devenus escadrons d'automitrailleuses de cavalerie franchissent le Rhin et en occupent la rive droite. Ils sont désormais réunis dans le 4e groupe d'escadrons d'autos-mitrailleuses de cavalerie, sous les ordres d'un chef d'escadron[2].

## Commandants du4egroupe
- Période Marine[3].
  - Lieutenant de vaisseau Claude Thirion (fin septembre 1914 - 24 avril 1916). Il commande également la 7e section.
  - La 8e section, pendant la période où elle opère indépendamment du groupe, est commandée par l'enseigne de vaisseau de 1ère classe Henri Levêque de Vilmorin[3] du 1er octobre 1914 au 28 février 1915, date du regroupement des deux sections sous le commandement du LV Thirion.
- Période Cavalerie[4]
  - Capitaine Jean de Castellane (15 mai 1916 - 1er octobre 1918).
  - Capitaine Guy de Rivière de la Mure, par intérim pendant l'absence pour blessure du Cne de Castellane du 11 juin au 8 août 1918 puis à compter du 1er octobre 1918 jusqu'à fin juillet 1919.
  - Lieutenant François Christiany, par intérim  pendant diverses absences pour quelques jours du Cne de Castellane en 1918.
  - Capitaine Victor Doucerain (août 1919 - 28 février 1922).
  - Capitaine Jules Moppert, à partir du 6 mars 1922.

## Pertes du groupe en opérations
D'après les informations disponibles, les pertes du 4e groupe d'autos-mitrailleuses, 41 blessés, tués et disparus, sont les plus élevées parmi les 17 unités de ce type, du fait des engagements violents le 16 décembre 1914 à Nieuport (Belgique), fin mars 1918 à Rollot (Somme) et fin mai 1918 à Fère-en-Tardenois (Marne). Seuls sont recensés ci-dessous les hommes tués au combat, auxquels il convient d'ajouter le maréchal-des-logis Charles Le Comte du Colombier, mort de la grippe foudroyante en Belgique le 17 octobre 1918, déclaré « mort pour la France ».
| Grade     | Nom                      | Date du décès            | Circonstance         |
| --------- | ------------------------ | ------------------------ | -------------------- |
| Matelot   | François Fuster          | Tué le 25 octobre 1914   | Engagement AMAC      |
| Matelot   | René Calvarin            | Tué le 16 décembre 1914  | Opération à Nieuport |
| Matelot   | Pierre Tymen             | Tué le 17 décembre 1914  | Opération à Nieuport |
| Matelot   | Georges Bastien          | Tué le 29 janvier 1915   | Bombardement aérien  |
| Soldat    | Georges Langlois         | Tué le 30 juillet 1917   | Tranchées            |
| Soldat    | Zambeaux                 | Tué le 30 juillet 1917   | Tranchées            |
| Soldat    | Brichet                  | Tué le 17 septembre 1917 | Tranchées            |
| Soldat    | Cuvelier                 | Tué le 31 mars 1918      | Engagement AMAC      |
| Brigadier | Béguet                   | Tué le 28 mai 1918       | Engagement AMAC      |
| Soldat    | Florentin Henri Cavelier | Mort le 28 mai 1918      | Engagement AMAC      |

On qualifie d'« engagement AMAC » une opération brève (de quelques heures à 2/3 jours) et violente qui exploite toutes les qualités des groupes d'autos-mitrailleuses et autos-canons : mobilité, puissance de feu, audace et compétence des hommes.

## Distinctions et décorations
- La 3e section du 4e Groupe AMAC reçoit une citation à l’ordre de la 5e armée du 31 août 1917 :

« La 3e section du 4e groupe AMAC, dans la nuit du 29 au 30 juillet 1917, soumise en terrain complétement découvert à un très violent bombardement au cours duquel les 2/3 de son effectif ont été mis hors de combat, n’en a pas moins continué son tir sous les rafales d’artillerie, énergiquement commandée par le lieutenant d’Andurain, qui, blessé au début de l’action, est resté à sa tête prenant en outre le commandement d’un peloton de cavalerie de soutien dont le chef venait d’être tué. »

Cette citation entraîne l'attribution à la section de la Croix de guerre avec palme. Ce fait, unique au sein des GAMAC, autorise que le fanion du groupe arbore la décoration et que soit apposé l'insigne de celle-ci sur les portières de ses voitures.
- Le 4e Groupe reçoit le 9 avril 1918 une citation à l’ordre du 2e corps de cavalerie :

« Le 4e Groupe d’Autos-canons et autos-mitrailleuses sous le commandement du capitaine de Castellane, concourant de la façon la plus efficace aux opérations du 27 au 31 mars, éclairant et couvrant leur Division, harcelant sans cesse l’ennemi en maints endroits différents, maintenant les liaisons et rapportant des renseignements toujours contrôlés. Le 30, ce groupe appuyait encore la contre-attaque et contribuait à maintenir l’ennemi par la hardiesse de tous et l’efficacité de ses feux. »

Cette citation vaut au fanion du groupe d’être décoré de la Croix de guerre le 2 mai 1918.
- Le 4e Groupe reçoit le 8 mai 1918 une citation à l’ordre de l’armée :

« Le 4e Groupe d'autos-canons autos-mitrailleuses, pendant les combats récents, sous le commandement du capitaine de Castellane, a combattu avec une ardeur et un dévouement qui ont fait l'admiration des zouaves et des tirailleurs, accompagnant les vagues d'attaque, les précédant au besoin, a, par des feux meurtriers exécutés à petite distance, contribué largement au succès de notre Infanterie,. »

## Personnalités ayant servi au sein du groupe
- Carl Marie Paul Blanchet de la Sablière (1895-1979), maréchal-des-logis, membre d'une  lignée aristocratique, pratique les sports nautiques, champion olympique de voile aux Jeux olympiques d'été de 1928 d'Amsterdam.
- Henri Lévêque de Vilmorin (1883-1944), enseigne de vaisseau de 1re classe, membre de la famille fondatrice au XVIIIe siècle de la société Vilmorin, producteur de graines et semences. Il est en outre, par sa soeur, l'oncle d'Honoré d'Estienne d'Orves, héros de la Résistance.
- Jean de Castellane (1868-1965), capitaine de réserve, homme politique, député de 1919 à 1941, président du Conseil municipal de Paris en 1930-1931, membre d'une famille aristocratique de renom, frère de Boni de Castellane.

## Matériels
- Lors de sa constitution

En tant que groupe d'autos-canons de la Marine, le 4e groupe est équipé de six autos-canons sommairement blindés, construits sur un châssis Peugeot torpédo type 146, de 1913, muni de son moteur 18 HP et d'autos-mitrailleuses de fortune, deux sur châssis Delaunay-Belleville et deux sur châssis Delahaye rapidement renvoyées à Vincennes pour être remplacées par des autos-mitrailleuses sur châssis Renault ED, type 1914, dotées d'une faible protection blindée, munies du même moteur.
- Dotation en blindés modèles 1915

Le 4e groupe reçoit les nouvelles modèles d'autos-canons  à l'épreuve de la balle perforante allemande (dite balle S) le 3 mars 1915. Les autos-mitrailleuses blindées modèle 1915 sont livrées en mai 1915.
- Dotation en autos-mitrailleuse-canon White TBC

Comme les autres GAMAC appelés sur les Théâtres d'opérations extérieurs, le 4e groupe a probablement été doté d'autos-mitrailleuse-canon construits selon les dessins et brevets de MM de Ségur et Lorfeuvre sur des châssis américains White TBC. On ignore cependant la date à laquelle ces véhicules auraient été remis au groupe.
- Autres véhicules

Initialement doté de deux camions de ravitaillement Peugeot, le groupe reçoit deux camions supplémentaires Mors en juin 1915. Une deuxième voiture de liaison reçue en janvier 1916 rejoint la première fournie en mars 1915.